# Litevská akademie věd

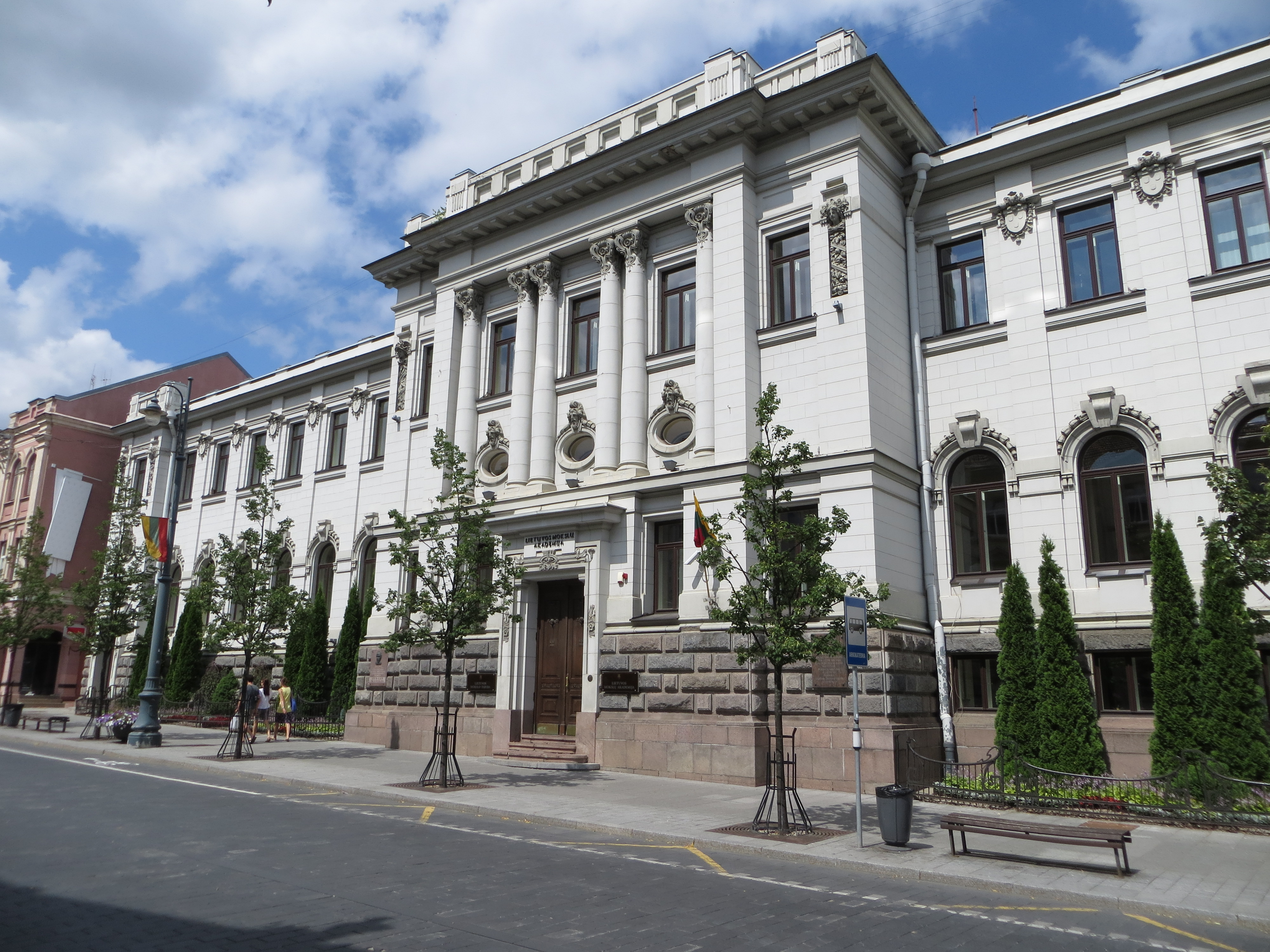
Sídlo akademie

Litevská akademie věd (litevsky: Lietuvos mokslų akademija) je učená společnost se sídlem v litevském hlavním městě Vilniusu. Byla založena roku 1941. Akademie může zvolit až 120 členů (do 75 let věku) a neomezený počet zahraničních členů a emeritních členů starších 75 let. Uděluje řadu cen, například Cenu Vladase Jurgutise. Je rozdělena do pěti tříd: 1) Humanitní a společenské vědy, 2) Matematické, chemické a fyzikální vědy, 3) Biologické, lékařské a geovědy, 4) Zemědělské a lesnické vědy, 5) Technické vědy. Vydává řadu prestižních vědeckých časopisů (mj. Acta Medica Lituanica, Baltica, Pheromones, Menotyra, Žemės ūkio mokslai). Provozuje Wróblewského knihovnu. Akademie je státní institucí, byť s vysokou mírou autonomie. Sídlí v budově na Gediminasově třídě postavené roku 1906 podle návrhu architekta Michaila Prozorova.

## Dějiny
Návrh na založení akademie byl prvně přednesen v roce 1773 Martynasem Počobutasem a dalšími učiteli Vilniuské univerzity, ale idea nebyla realizována kvůli nestabilní situaci v regionu. Myšlenka nezávislé instituce pro vědu a výzkum byla oživena během litevského národního obrození, přičemž jejími hlavními zastánci byli členové Litevské vědecké společnosti, zejm. Jonas Basanavičius a Jonas Šliūpas. I tehdy ale plány ztroskotaly. Až v roce 1939 byl učiněn první krok, a to založením Ústavu litevského jazyka. Ten se stal jádrem, kolem něhož byla 16. ledna 1941 akademie založena. Jejím prvním prezidentem byl Vincas Krėvė-Mickevičius. 9. června 1988 bylo v konferenčním sále Akademie založeno hnutí Sąjūdis, které sehrálo klíčovou roli v pádu komunismu v Litvě. V roce 1989 byla Litevská akademie věd prohlášena za nezávislou na Akademii věd Sovětského svazu a v březnu 1990 se Akademie prohlásila za nezávislou na jakékoli veřejné nebo politické instituci. V roce 1991 byla reorganizována a 18. března 2003 Seimas (parlament) schválil statut akademie, který platí dosud.